# Ripley megye (Indiana)
Ripley megye az Amerikai Egyesült Államokban, azon belül Indiana államban található. Megyeszékhelye Versailles, legnagyobb városa Batesville. Lakosainak száma 28 995 fő (2020. április 1.).

## Szomszédos megyék
- Franklin megye (észak)
- Dearborn megye (kelet)
- Ohio megye
- Switzerland megye (délkelet)
- Jefferson megye (dél)
- Jennings megye (nyugat)
- Decatur megye (északnyugat)

## Népesség
A megye népességének változása:
| Lakosok száma | 28 813 | 28 730 | 28 504 | 28 419 | 28 701 | 28 995 |
|               | 2010   | 2011   | 2012   | 2013   | 2015   | 2020   |